# Horti Lolliani
Gli Horti Lolliani erano dei giardini situati a Roma sul colle Esquilino, in un'area compresa fra l'attuale via Principe Amedeo e la zona successivamente occupata dalle Terme di Diocleziano.

## Storia
I giardini, i cui proprietari sono da ricercare in alcuni esponenti della ricca ed influente gens Lollia, sono menzionati in due cippi terminali trovati nel 1883 presso Palazzo Massimo alle Terme.
I cippi provano che in età claudia gli horti rientravano senza dubbio nel demanio imperiale, sebbene sia arduo ricostruire con esattezza quando entrarono a farvi parte: se dopo il suicidio di Marcus Lollius avvenuto nel 2 a.C., oppure dopo la confisca dei beni e l'esilio di Lollia Paulina nel 49 d.C. in seguito al vano tentativo di matrimonio con l'imperatore Claudio.